# Stylaster verrillii
Stylaster verrillii är en nässeldjursart som först beskrevs av Dall 1884.  Stylaster verrillii ingår i släktet Stylaster och familjen Stylasteridae. Inga underarter finns listade i Catalogue of Life.